# Boris Stenin
Boris Andrianovič Stenin (rusky Борис Андрианович Стенин; 17. ledna 1935 Sverdlovsk, Ruská SFSR – 18. ledna 2001 Moskva) byl sovětský rychlobruslař.
Mezinárodní debut absolvoval v roce 1959 na Mistrovství Evropy, kde se umístil na osmé příčce. O rok později již na evropském šampionátu vybojoval stříbrnou medaili, o několik týdnů později zvítězil na Mistrovství světa a následně získal bronz v závodě na 1500 m na Zimních olympijských hrách 1960. V následujících sezónách se na šampionátech většinou výsledkově pohyboval v první desítce, přičemž z Mistrovství Evropy 1962 si přivezl bronzovou medaili. Na posledních závodech startoval v roce 1964.
Jeho manželka Valentina byla rovněž rychlobruslařka.
V roce 1960 získal cenu Oscara Mathisena.